# فتيحة واتيلي
فاتحة واتيلي ممثلة ولدت سنة 1961 مغربية.

## الحياة الفنية
فاتحة واتلي ممثلة مغربية بدأت التمثيل على خشبة المسرح وقدمت مجموعة من الأعمال في التلفزيون كما تزوجت من الفنان محمد مجد الذي قدمت معه مجموعة من الأعمال لديها مجموعة من المسرحيات كما قدمت مجموعة من المسلسلات والأفلام والسهرات التلفزية ولديها العديد من الأفلام أشهرها الحي الخلفي ، كازا نيكرا ،دوبل ڤي وبعض المشاركات في السيتكومات الكوميدية ولم تنحصر في شخصية واحدة بل قدمت شخصيات درامية وكوميدية وشريرة وخيرة وقدمت دور الأم والزوجة والمرآة الشريرة والمغلوبة على أمرها والمقاومة والخالة الطيبة والمرآة المتسلطة والجدة ونجحت في أن تخطف حب المغاربة لها في العديد من أدوارها التي قدمت.

## الزواج
تزوجت الفنانة فاتحة واتلي من الفنان القدير محمد مجد وظلت معه حتى توفي سنة 2013.

## اعمالها

### أفلام
- يهوذا
- كازانيكرا
- دوبل ڤي
- يما
- الحي الخلفي
- شهادة الحياة
- الأجنحة المنكسرة
- مرفا الحب والغضب
- لطيفة بعد الوظيفة
- بيت الريح

### المسلسلات
- رضاة الواليدة ج1
- لوزين
- الدنيا دوارة
- شوك السدرة
- سيت كوم العام طويل- ضيفة الحلقات
- عين الحق (ضيفة شرف)
- دموع الرجال
- مسرح بدوي
- سيت كوم كنزة في الدوار (عمة كنزة _ _ ضيفة الحل)قات)
- سيت كوم ماشاف مارا
- وصال
- أسرار النساء
- سيت كوم سوحليفة (الجزء الثاني)

## عملت مع
- محمد مجد
- زهور السليماني
- طارق البخاري
- محمد الجم
- إلهام واعزيز